# Dorcasgazelle
De dorcasgazelle (Gazella dorcas)  is een evenhoevig zoogdier uit de familie van de holhoornigen (Bovidae). De wetenschappelijke naam van de soort werd als Capra dorcas in 1758 gepubliceerd door Carl Linnaeus.

## Kenmerken
Deze antilope heeft een gelige tot roodbruine vacht met een onopvallende flankstreep. Over de snuit lopen duidelijke strepen. Op de kop prijken liervormige hoorns. De schofthoogte bedraagt ruim 50 cm. Het gewicht kan variëren tussen 15 en 30 kg. Het dier kan tot 12 jaar oud worden.

## Verspreiding en leefgebied
Deze soort komt voor in noordelijk Afrika in droge Sahel-savannen en halfwoestijnen.

## Ondersoorten
De Dorcasgazelle heeft de volgende ondersoorten:
- Gazella dorcas dorcas  (Linnaeus, 1758) – komt voor in de Westelijke Woestijn van Egypte.
- Gazella dorcas beccarii De Beaux, 1931 – komt voor in Eritrea.
- Gazella dorcas isabella J. E. Gray, 1846 – komt voor in Israël, Jordanië, Egypte en Soedan.
- Gazella dorcas massaesyla Cabrera, 1928 – komt voor in Marokko.
- Gazella dorcas osiris Blaine, 1913 – komt voor in de Sahara en zuidelijk Tunesië.
- Gazella dorcas pelzelnii Kohl, 1886 – komt voor in Djibouti en Somalië.
- Gazella dorcas saudiya † Carruthers & E. Schwarz, 1935 (Saudigazelle) – kwam voor in Saoedi-Arabië.

De ondersoorten Gazella dorcas pelzelnii en Gazella dorcas saudiya worden door sommige auteurs als aparte soorten gerekend.